# Amt Schuby

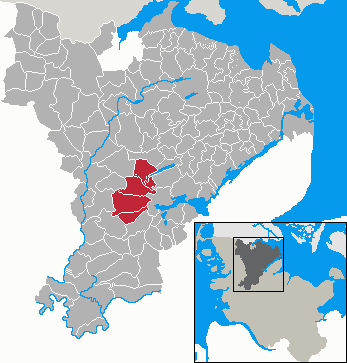
Lage des ehemaligen Amtes Schuby im Kreis Schleswig-Flensburg

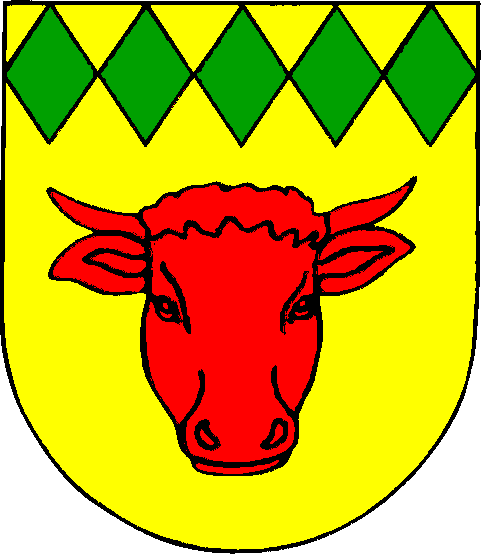
Wappen des ehem. Amtes Schuby

Das Amt Schuby war ein Amt im Kreis Schleswig-Flensburg in Schleswig-Holstein. Verwaltungssitz war die Gemeinde Schuby.
Das Amt hatte 6500 Einwohner auf einer Fläche von 68 km² in den fünf Gemeinden Hüsby, Idstedt, Lürschau, Neuberend und Schuby.
Im Zuge der Schleswig-Holsteinischen Verwaltungsstrukturreform traten die Gemeinden Idstedt und Neuberend zum 1. Januar 2007 aus dem Amt Schuby aus und schlossen sich mit den Gemeinden der Ämter Böklund und Tolk zum Amt Südangeln zusammen. Die drei im Amt verbliebenen Gemeinden bildeten zum 1. Januar 2008 mit den Gemeinden des Amtes Silberstedt das Amt Arensharde.

## Wappen
Blasonierung: „Unter einem grünen Weckenbalken mit fünf Wecken in Gold ein frontal gestellter roter Ochsenkopf.“